# Talbot-Darracq

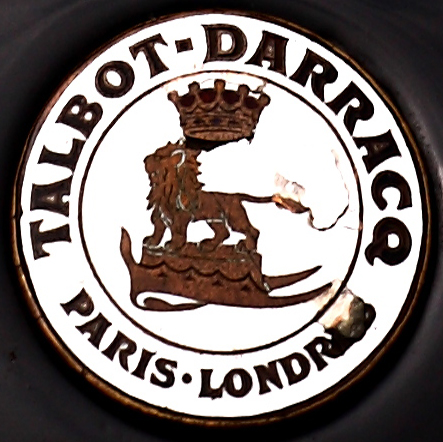
Logo 1920

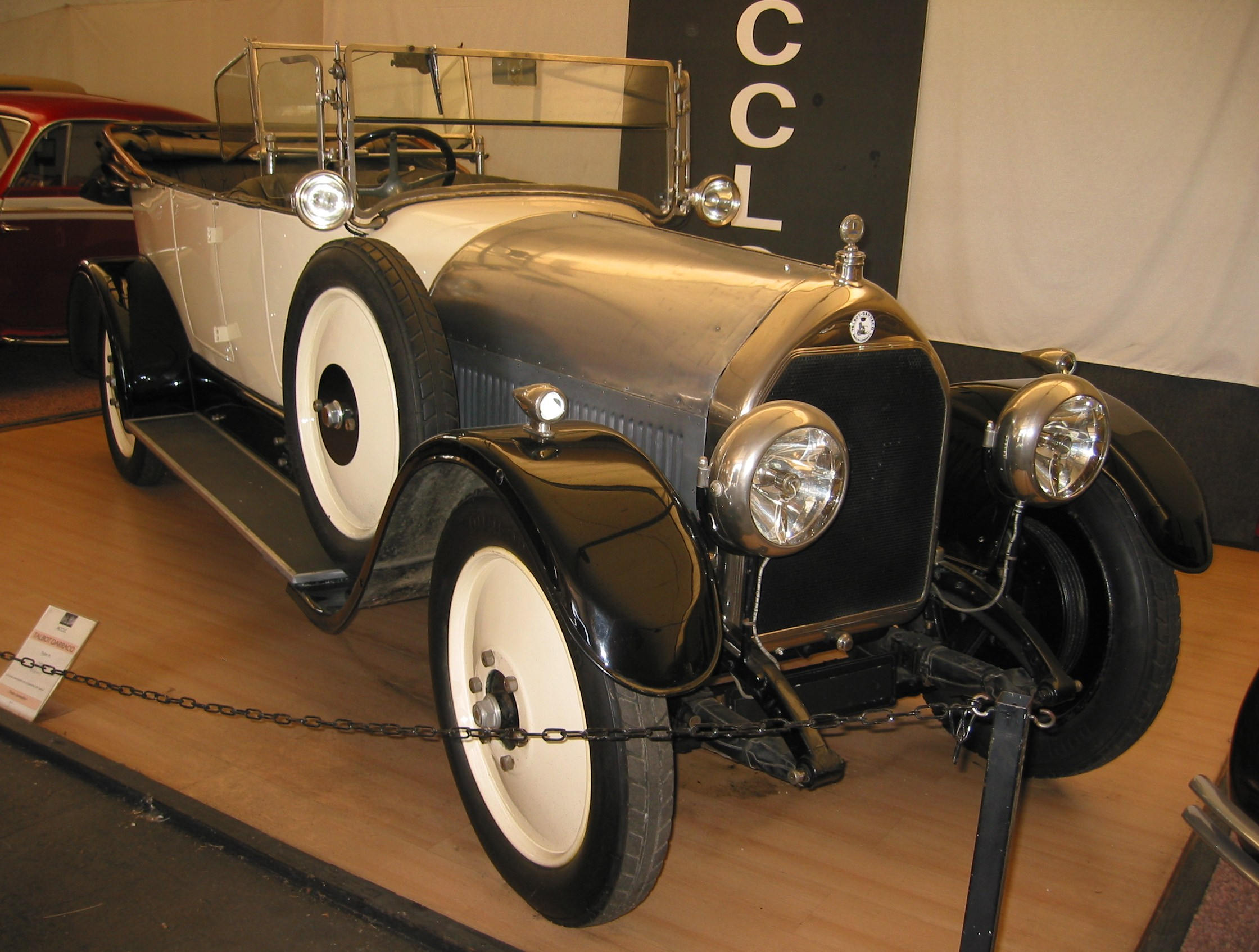
Talbot-Darracq von 1920

Talbot-Darracq war eine französische Automarke.

## Unternehmensgeschichte
Darracq aus Suresnes übernahm 1919 Clement Talbot und verwendete den Markennamen Talbot-Darracq bis 1920 für Personenwagen aus französischer Produktion sowie bis etwa 1930 für Rennwagen. Nach dem Zusammenschluss mit Sunbeam zur Sunbeam-Talbot-Darracq-Gruppe  (S-T-D) im Jahre 1920 wurde aus dem Unternehmen Automobiles Talbot.

## Fahrzeuge
Ein Modell war der V8. Der V8-Motor mit 4595 cm³ Hubraum mit 75 mm Bohrung und 130 mm Hub leistete 60 PS. Bei 2500/min leistete er kurzzeitig 72 PS. Ein solches Fahrzeug war 2009 in der Automobiles Classic et Collection de la Clayette in La Clayette zu besichtigen. Der Radstand betrug 3500 mm, die Spurweite 1350 mm und die Gesamtlänge 4650 mm. Weitere Fahrzeuge hatten einen Vierzylindermotor mit 2950 cm³ Hubraum mit 85 mm Bohrung und 130 mm Hub oder einen Vierzylinder mit 1642 cm³ Hubraum mit 66 mm Bohrung und 120 mm Hub.

## Wiederbelebung

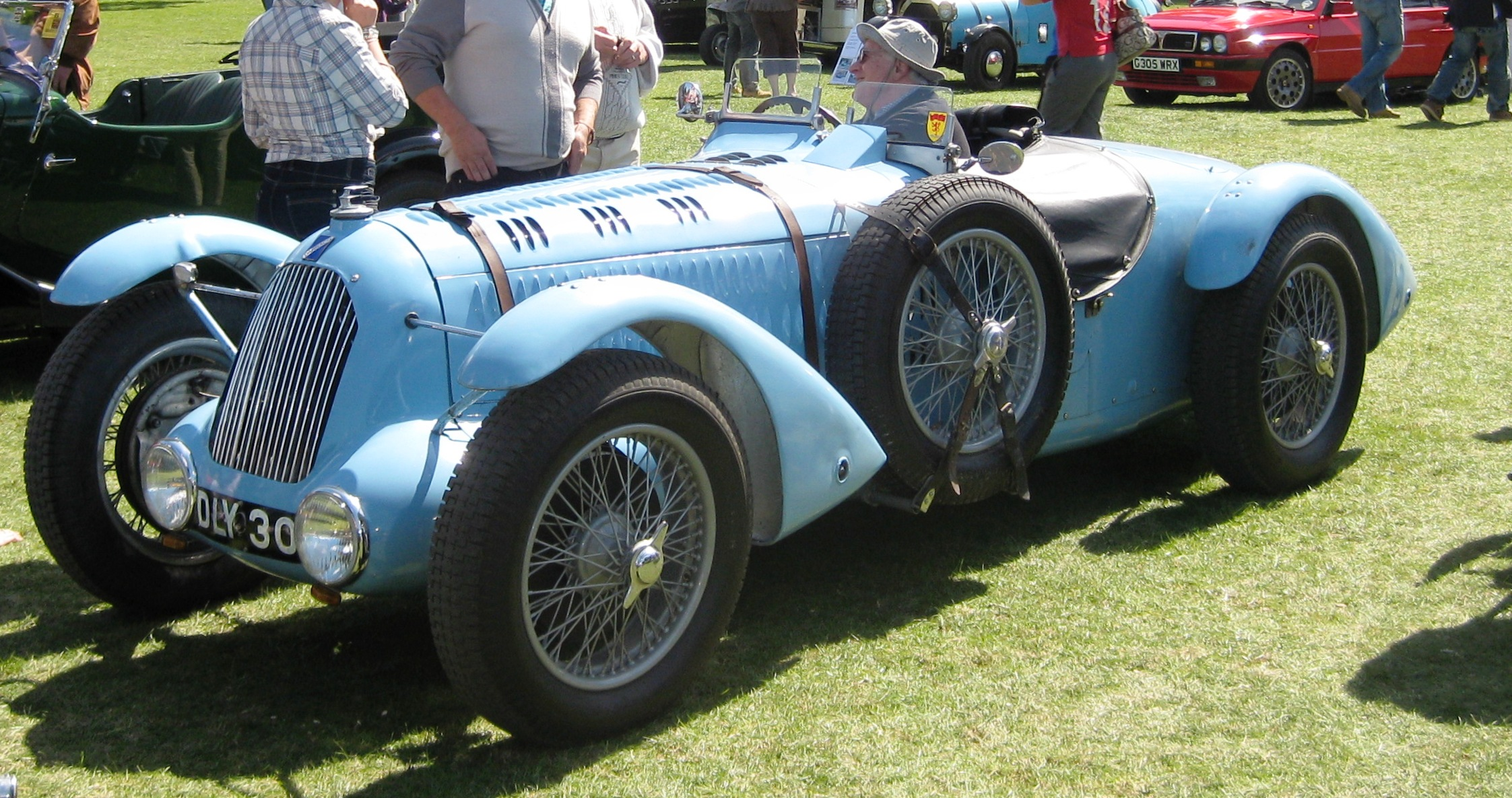
Talbot-Darracq T150C (1936)

Nach dem Zusammenbruch der S-T-D-Gruppe 1935 gingen große Teile der Produktionsanlagen in Großbritannien samt den Markenrechten an die Rootes-Gruppe. Für die Anlagen in Suresnes nahm der Geschäftsmann Anthony Lago ein Vorkaufsrecht wahr, konnte seine Fahrzeuge aber in Großbritannien nicht mehr unter dem Markennamen Talbot verkaufen. Man kam überein, dass stattdessen wiederum auf den Namen Talbot-Darracq zurückgegriffen wurde. Das Programm bestand aus Sechszylindermodellen mit 14 Steuer-PS (2,5 Liter), 16 PS (3 Liter) und 20 CV (4 Liter). Technisch entsprachen diese Fahrzeuge den entsprechenden französischen Talbot und sie trugen ein ähnliches Logo. Dieses Arrangement galt bis 1939.